# Symphonie no 6 de Miaskovski

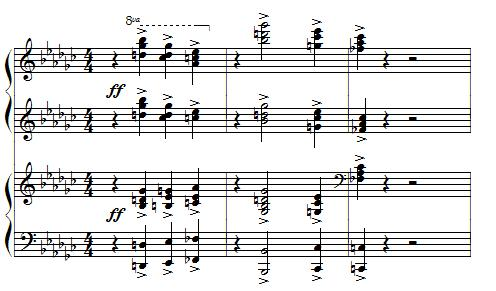
Début de la Symphonie n° 6 de Nikolaï Miaskovski, transcrit pour piano à quatre mains

La Symphonie no 6 opus 23 en mi bémol mineur est une symphonie du compositeur russe Nikolaï Miaskovski. Composée de 1921 à 1923, elle comporte quatre mouvements.

## Analyse de l'œuvre
1. Poco largamente  Allegro feroce
2. Presto tenebroso
3. Andante appassionato
4. Allegro vivace - piu sostenuto - Andante molto expressivo

## Instrumentation
- un piccolo, deux flûtes, trois hautbois deux clarinettes, une clarinette basse, un cor anglais, trois bassons (dont un contrebasson), six cors, trois trompettes, trois trombones, un tuba, timbales, percussions, célesta, harpe, cordes, chœur mixte.